# Inode
Een inode is een datastructuur van Unix bestandsystemen die objecten zoals bestanden en directory's beschrijven. De naam komt van index-node. Aangezien grote bestanden in kleine blokjes (zogenaamde sectoren) moeten worden verdeeld, is er een administratie nodig die bijhoudt welke sectoren door een bestand in gebruik zijn. De eenvoudigste vorm is de File Allocation Table structuur, die binnen Windows wordt toegepast. Maar voor Unix en later ook Linux werd een complexer systeem gehanteerd. 
- De eerste 10 blokken staan in een lijst.
- Als een bestand langer is dan 10 blokken staat er een "eerste-niveau-i-node". Dit is een verwijzing naar een sector met 170 verwijzingen.
- Als een bestand langer is dan 10 + 170 blokken staat er een "tweede-niveau-i-node". Dit is een tweedimensionale structuur die verwijst naar eerste-niveau-i-nodes.
- Als een bestand langer is dan 10 + 170 + (170 * 170) blokken staat er een "derde-niveau-i-node". En dit is een driedimensionale structuur die verwijst naar tweede-niveau-i-nodes.

Dit is een complex systeem, maar het had als voordeel dat bestanden bijzonder groot konden worden. Het is voor grote systemen efficiënter dan de File Allocation Table. Een bestand kon een omvang van 2,5 GB hebben. Tegenwoordig worden 32-bit-systemen gehanteerd.
Het inode-nummer van een bestand onder Linux of Unix is opvraagbaar met het commando:
```
ls -i bestandsnaam
```